# Comarca de Finisterre
Finisterre (en gallego Fisterra) es una comarca situada en el noroeste de España, en la provincia de La Coruña (Galicia). Limita, al norte, con la comarca de Tierra de Soneira; al este, con la comarca del Jallas; y al sur y al oeste, con el océano Atlántico.

## Municipios
Está formada por los siguientes municipios: 
- Cee
- Corcubión
- Dumbría
- Finisterre
- Mugía